# Dedumoz II.
Džedneferre Dedumoz II. je bil faraon, ki je vladal v drugem vmesnem obdobju Egipta. Po mnenju egiptologov Kima Ryholta in Darrella Bakerja je spadal v tebansko Šestnajsto egipčansko dinastijo. Jürgen von Beckerath, Thomas Schneider in Detlef Franke v njem vidijo faraona iz Trinajste dinastije.

## Trinajsta dinastija
Williams in drugi imajo Dedumoza  za zadnjega vladarja Trinajste dinastije. Natančni datumi njegovega vladanja niso znani. Po splošno sprejeti egipčanski kronologiji se je njegova vladavina končala verjetno okoli leta 1690 pr. n. št.

## Dokazi
Džedneferre Dedumoz II. je znan s stele iz Gebeleina, ki je zdaj v Kairskam muzeju (CG 20533). Na steli Dedumoz piše, da je bil vzgojen za vladarja, kar morda kaže, da je bil sin faraona Dedumoza I., čeprav bi napis lahko bil zgolj propaganda. Vojaški prizvok napisa bi lahko bil odraz stalnega vojnega stanja v zadnjih letih Šestnajste dinastije, ko so njihovo ozemlje napadli Hiksi:
Dobri bog, ljubljenec Teb: Izbran od Hora, ki krepi njegovo [vojsko], ki se je pojavil kot blisk sonca, ki ga odobravata  kraljestvi obeh dežel, on, ki pripada klicanju [= ki je bil izvoljen z glasovanjem].
Ludwig Morenz je prepričan, da bi omenjeni odlomek s stele, zlasti tisti  »ki ga odobravata  kraljestvi obeh dežel«, lahko potrdil sporno idejo Eduarda Meyerja, da so bili  nekateri faraoni voljeni.

## Dedumoz II. kot Jožefov Tutimaios
Dedumoza so večkrat poskusili povezati z zgodbo o Tutimajevem konfliktu s Hiksi in njegovem padcu, ki jo je zapisal zgodoviar Jožef Flavij. Povezava med Dedumozom in Tutimajem je v najboljšem primeru slabo podprta in je ne podpirajo niti jezikovna (ime Tutimaios zelo verjetno izhaja iz imena Džehutimose) niti zgodovinska dejstva. Zgleda, da gre za nerazumevanje primarnega vira ali pisno napako.

## Druge kronologije
Zgodovinar Immanuel Velikovsky in egiptolog David Rohl sta poskušala Dedumoza II. izenačiti s faraonom iz Druge knjige stare zaveze. Zlasti Rohr je poskušal spremeniti poglede na zgodovino Starega Egipta s skrajšanjem tretjega vmesnega obdobja Egipta za skoraj 300 let, s čimer se je spremenila časovnica svetopisemske pripovedi in Dedumoz je postal faraon iz Eksodusa. Rohlova teorija seveda ni dobila podpore znanstvenikov s tega področja.